# Serapio Vega
Serapio Vega Saavedra (Cochabamba, 23 de marzo de 1919-12 de diciembre de 2012) fue un futbolista boliviano de los años 40 del siglo XX, que jugó en la posición de delantero.

## Trayectoria
Comenzó su carrera jugando en el Club Junín de Vinto, su localidad natal. Posteriormente, fue atraído por la gran actividad económica del poblado minero de Catavi, donde se enroló en The Strongest de Catavi de esa localidad, una de las decenas de filiales que tenía el club paceño por todo Bolivia en los años 30.
En 1939 fue convocado por la Selección de Cochabamba para afrontar el Torneo Nacional de aquel año jugado en Santa Cruz de la Sierra y con tan sólo 20 años, habría sido observado y fichado por el Club Ferroviario de La Paz, equipo en el que jugó unos meses antes de incorporarse al Club The Strongest también de La Paz en 1940.
Con The Strongest habría jugado entre 1940 y 1950 siendo su principal característica su remate de cabeza, medio por el cual habría marcado varios de sus goles a pesar de su baja estatura.
Jugó durante la época amateur del fútbol boliviano y su excelente estado físico, que le proporcionaba agilidad y fuerza, habría sido el principal motivo de su gran desempeño tanto en el torneo local como en los partidos internacionales que le tocó disputar.
Fue Campeón con The Strongest de los torneos paceños de 1943, 1945 y 1946, no teniéndose constancia de la cantidad de goles que marcó en total, aunque testigos presenciales aseguran que fácilmente podría haber superado las 2 centenas.
Entre los partidos internacionales más importantes que disputó, están el famoso encuentro entre The Strongest y el Independiente de Avellaneda argentino de Arsenio Erico, donde marcó 2 de los 3 goles con los que ganó su equipo. También fue importante el partido que ganó The Strongest al Cerro Porteño paraguayo con 3 goles suyos y el partido frente al Platense de Buenos Aires, al que Vega le anotó los 4 goles con los que ganó The Strongest.
A pesar de ser uno de los futbolistas más importantes de la década, como tantos otros fue ninguneado por la Selección, que sólo lo llegó a convocar para el Campeonato Sudamericano 1946 en Argentina donde debutó el 26 de enero de 1946 en el partido frente al Seleccionado Paraguayo, luego jugaría otros 3 partidos más en aquella edición, sin lograr marcar goles. Por diversos motivos no volvería a ser convocado.
En 1950 juega el primer Torneo Profesional de Bolivia y al terminar este, se retira de la práctica del fútbol.
Como dirigente, se destacó por el apoyo a la práctica de otras disciplinas, en especial el basketball femenino, y tuvo una importante presencia en las mesas directivas de The Strongest hasta los años 80, apoyando a grandes presidentes de la institución como don Rafo Mendoza y Efraín Gutiérrez.
Lamentablemente en sus últimos años, su salud mental se resintió, no así su salud física, pues aún con casi 8 décadas encima seguía realizando actividad física exigente en el patio de su casa.
Murió el 12 de diciembre de 2012 a la edad de 88 años.

## Selección nacional

### Participaciones enCopa América
| Copa                         | Sede      | Resultado | Partidos | Goles |
| ---------------------------- | --------- | --------- | -------- | ----- |
| Campeonato Sudamericano 1946 | Argentina | 1ª fase   | 2        | 0     |

## Clubes
| Club                         | País    | Año         |
| ---------------------------- | ------- | ----------- |
| Club Junín de Vinto          | Bolivia | 193?        |
| Club The Strongest de Catavi | Bolivia | 193?- 1939  |
| Club Ferroviario             | Bolivia | 1939 - 1940 |
| The Strongest                | Bolivia | 1940 - 1950 |

## Palmarés

### Campeonatos nacionales
| Título                | Club          | País    | Año  |
| --------------------- | ------------- | ------- | ---- |
| Campeonato de la LPFA | The Strongest | Bolivia | 1943 |
| Campeonato de la LPFA | The Strongest | Bolivia | 1945 |
| Campeonato de la LPFA | The Strongest | Bolivia | 1946 |